# ルイラソウ属
ルイラソウ属（ルイラソウぞく、Ruellia）はキツネノマゴ科の多年草または低木。属名はフランスの医師・植物学者ジャン・リュエルへの献名。

## 分布、特徴、利用
立性と這性のものがあり、軟毛があることが多い。葉は対生し、葉身は全縁だが、鋸歯縁をもつ種もある。花は腋生または頂生し、単生するものから穂状花序などにつくものまで多様。花や葉の美しい種が栽培・利用される。

## 下位分類（種）
POWOには2025年7月現在、380種が認められている。日本国内で栽培・植栽、あるいは帰化植物とされる代表的な種を以下に示す。
- R. brevifolia ルエリア・ブレビフォリア（ルエリア・グラエキザンス） [4]
- R. chartacea ルエリア・カルタケア（カエンバナ、ルエリア・コロラタ） [5][6]
- R. devosiana ルエリア・デボシアナ [2]
- R. elegans ルエリア・エレガンス [6]
- R. macrantha ルエリア・マクランタ [7]
- R. makoyana ルエリア・マコヤナ [4]
- R. simplex ヤナギバルイラソウ [8][9][10][1][11]
- R. squarrosa ケブカルイラソウ [4][12][1][11]
- R. tuberosa ムラサキルエリア [13]

## ギャラリー
- R. brevifolia
- ルエリア・カルタケア
- R. devosiana
- R. elegans
- ヤナギバルイラソウ
- ケブカルイラソウ
- ムラサキルエリア